# Estanislao Luna Ramón
Estanislao Luna Ramón (Pamplona, 7 de maig de 1856 - Burlata, 8 de febrer de 1941), fou un compositor, violinista, editor i comerciant musical basc.

## Biografia
Fill d'Eustaquio Luna i Paulina Remon, va néixer a Pamplona (Navarra), el 7 de maig de 1856, i va ser batejat l'endemà a l'Església de Sant Saturnino de la mateixa ciutat.
Va començar els seus estudis musicals en 1863 com a infant de la Catedral de Pamplona. En 1871 va renunciar al seu servei, així mateix reclamant el pagament que li corresponia, 376 reals de l'època. Encara i tot, va continuar en la catedral com a violí segon i contrabaix. En 1878, apareix com a primer violí de la plantilla. Dos anys després, el 2 de febrer de 1880, va contraure matrimoni amb Carmen Hernandez i Fernandez, a l'Església de Sant Nicolau de Pamplona.
En paral·lel al lloc que tenia en la catedral, atenia el seu negoci familiar, la botiga de música Casa Luna, fundada en 1882. Aquesta botiga constituïa la seva principal font d'ingressos, i també va ser referència de la ciutat fins a finals del segle xx. A causa d'aquesta labor, en 1992 va sol·licitar ser exclòs temporalment del seu treball en la catedral, dient que havia d'encarregar-se "d'assumptes de família i de la seva casa comercial". De la mateixa manera, en 1922, "per atencions ineludibles de família", Estanislao va haver de renunciar a la seva plaça de la catedral, dient que va servir "amb veritable afecte" el càrrec que va mantenir durant cinquanta anys consecutius.
Encara havent deixat la plaça de violinista, les seves relacions amb el Cabildo no es van detenir, perquè consta que, en 1940, mentre la catedral estava en obres, van intentar llogar un piano del seu negoci. Luna, responent a aquest requeriment, es va encarregar de l'enviament i lloguer del piano.
Entre les seves aportacions ressalta que va ser membre cofundador de l'Orquestra Santa Cecília de Pamplona, al costat del violinista i compositor navarrès Pablo Sarasate. Va ser amb el mateix amb qui va interpretar en diverses acasions la seva Jota, op. 33. Entre altres relacions professionals cal destacar les amistats amb Granados, Malats i el pianista local Santos Laspiur.
Luna Ramón va morir el 8 de febrer de 1941 a Burlata (Navarra), on ja vivia des de feia anys. Amb la seva partida va deixar un llegat compositiu que constata avui dia. Aquest es troba en l'Arxiu de la Música i de les Arts Escèniques de Navarra. El fons va ser ingressat en el 2017 per donació del seu nebot, Jesús Luna Agurrea. Aquest conté diverses partitures compostes per l'artista, tant manuscrites com impreses; fotografies del mateix composiotr, del seu comerç, de l'orquestra Pablo Sarasate i retrats dedicats de diversos músics amb els quals mantenia relació. Pel que, aquest fons està organitzat, d'una banda, en "música notada" i, d'altra banda, en "fotografies". També consta del seu repertori compositiu en l'Arxiu de Música de la Catedral de Pamplona.

## Obres[1][2]
Entre l'obra conservada d'Estanislao Luna Ramón, podem trobar la música litúrgica amb predominança. Dins d'aquesta, la que més repercussió va tenir va ser la denominada Himno oficial de Navarra a la Virgen del Pilar. Així i tot, la seva composició és més àmplia, amb la presència també de diverses composicions profanes, com la sarsuela, escrites per a cor (2-3 veus blanques) i orquestra de cambra. La majoria dels textos i llibrets d'aquest gènere teatral van ser escrits per José María Huarte Jáuregui, fundador del Col·legi Huarte, situat al carrer major de Pamplona. Hi ha la possibilitat, per això, que aquestes peces anessin escrites i interpretades en el mateix col·legi. Finalment, també hi ha presents en el seu repertori peces instrumentals per a piano.
- Música religiosa: Lamentos y suspiros a las almas del purgatorio; Gozos a la Santísima Virgen del Rosario; Misa breve; Gozos a San Saturnino; Dixit Dominus; Domine ad adjuvandum; Gozos a la Virgen del Rosario del Camino; Gozos al Sagrado Corazón de Jesús; Gozos a San Francisco de Sales; Gozos a San Vivente de Paúl; Himno oficial de Navarra a la Virgen del Pilar; Salve Regina (breve); Salve Regina; Toda hermosa eres María.
- Sarsueles: Redención; Amor filial; La huida a Egipto; Las cuatro estaciones (sarsuela infantil); En el desierto; El canto de los calumniadores; El triunfo de la modestia; Carlos II; Moisés; Donde las dan, las toman; El sitio de Gerona; Ruth; Desinterés filial; La marquesa de Falces (sarsuela infantil); Artistas en miniatura; Tobías (sarsuela infantil).
- Música instrumental per a piano: De buen humor; La infancia; Resiganción; San Fermín; Violieta.